# Kilmeston
Kilmeston, ook Kilmiston,  is een civil parish in het bestuurlijke gebied Winchester, in het Engelse graafschap Hampshire met 276 inwoners.